# María Eugenia Henríquez Girón
María Eugenia Henríquez Girón (...) è una modella spagnola, eletta Miss Spagna nel 1934 in rappresentanza della città di Madrid, nonostante lei provenisse da Siviglia.
In seguito partecipò anche a Miss Europa 1934, concorso che fu vinto dalla finlandese Ester Toivonen.